# Marquess
Marquess – niemiecki zespół muzyczny, tworzący głównie popowe utwory hiszpańskojęzyczne, założony w 2006. 

## Historia zespołu
Zespół został założony w 2006 w Hanowerze. Wokalistą zespołu od początku istnienia jest pochodzący z Włoch piosenkarz i producent muzyczny Sascha Pierro, który w 2003 z piosenką „Wenn Grenzen fallen” startował w niemieckich eliminacjach do 48. Konkursu Piosenki Eurowizji. Jako grupa Marquess zadebiutował latem 2006 singlem „El temperamento”, który promował debiutancki album zespołu, zatytułowany po prostu Marquess.
25 maja 2007 muzycy wydali swój drugi singiel „Vayamos Compañeros”, który podbił listy przebojów w wielu krajach Europy. Latem 2007 wydali drugi album studyjny, zatytułowany Frenetica. 27 czerwca 2008 wydali album, zatytułowany ¡YA!, promowany przez single: „La histeria”, „Marquess-La vida es limonada” i „Lucia”. W 2009 wydali czwarty album, zatytułowany Compañía del sol.
W 2011 do zespołu dołączyła wokalistka Monica Biancini, która zaśpiewała w singlu „Chapoteo”. W sierpniu tego samego roku, z powodów zdrowotnych, z zespołu odszedł gitarzysta Marco Heggen. W styczniu 2012 zespół, w nowym składzie, wyruszył w trasę koncertową po Niemczech. W tym samym roku wydali piąty album studyjny, zatytułowany Bienvenido.

### Występy w Polsce
Zespół kilkukrotnie wystąpił z koncertami w Polsce. 28 października 2007 pojawili się w jednym z odcinków programu TVN Taniec z gwiazdami, w którym wykonali „Vayamos compañeros” i „El temperamento”. 17 listopada zagrali koncert we wrocławskim klubie Halifax.
Od 2008 regularnie występują gościnnie w teleturnieju TVP1 Jaka to melodia?, w którym wykonują swoje największe przeboje. 18 lipca 2008 wystąpili na koncercie Hity Na Czasie w Płocku.

## Dyskografia

### Albumy
- Marquess (2006)
- Frenetica (2007)
- ¡YA! (2008)
- Compañía del sol (2009)
- Bienvenido (2012)

### Single
| Rok  | Tytuł                          | Pozycja na liście | Pozycja na liście | Pozycja na liście | Pozycja na liście | Pozycja na liście | Pozycja na liście | Pozycja na liście | Pozycja na liście | Album            |
| ---- | ------------------------------ | ----------------- | ----------------- | ----------------- | ----------------- | ----------------- | ----------------- | ----------------- | ----------------- | ---------------- |
| Rok  | Tytuł                          | POL               | DEU               | AUT               | CHE               | FIN               | CZE               | SWE               | EUR               | Album            |
| 2006 | "El Temperamento"              | –                 | 10                | 53                | 16                | 10                | 79                | –                 | 35                | Marquess         |
| 2007 | "Sorry & Goodbye"              | –                 | –                 | –                 | –                 | –                 | –                 | –                 | –                 | Marquess         |
| 2007 | "Vayamos Compañeros"           | 1                 | 2                 | 5                 | 1                 | 4                 | 1                 | 10                | 12                | Frenetica        |
| 2007 | "You And Not Tokio"            | –                 | 66                | –                 | 80                | –                 | 48                | –                 | –                 | Frenetica        |
| 2008 | "La Histeria"                  | 2                 | 15                | 74                | 41                | –                 | 59                | –                 | –                 | ¡YA!             |
| 2008 | "Marquess-La Vida Es Limonada" | –                 | 16                | 25                | 15                | –                 | 44                | –                 | 50                | ¡YA!             |
| 2009 | "Lucia"                        | –                 | 60                | –                 | –                 | –                 | –                 | –                 | –                 | ¡YA!             |
| 2009 | "Arriba"                       | -                 | 16                | 75                | 57                | 18                | –                 | –                 | –                 | Compania del sol |
| 2010 | "Latino América"               | –                 | –                 | –                 | –                 | –                 | –                 | –                 | –                 | Compania del sol |
| 2011 | "Chapoteo"                     | –                 | –                 | –                 | –                 | –                 | –                 | –                 | –                 |                  |